# Noa Nakaitaci

a Compétitions nationales et continentales officielles uniquement.

b Matchs officiels uniquement.
Dernière mise à jour le 26 novembre 2023.
Noa Seru Nakaitaci, né le 11 juillet 1990 à Lautoka aux Fidji, est un joueur franco-fidjien de rugby à XV. Il est international français et joue aux postes d'ailier ou de centre à l'USA Limoges, après avoir passé sept saisons à l'ASM Clermont Auvergne, où il s'est révélé, six saisons à Lyon puis quelques semaines au RC Toulon.

## Biographie

### Arrivée en France et débuts professionnels (2011-2015)

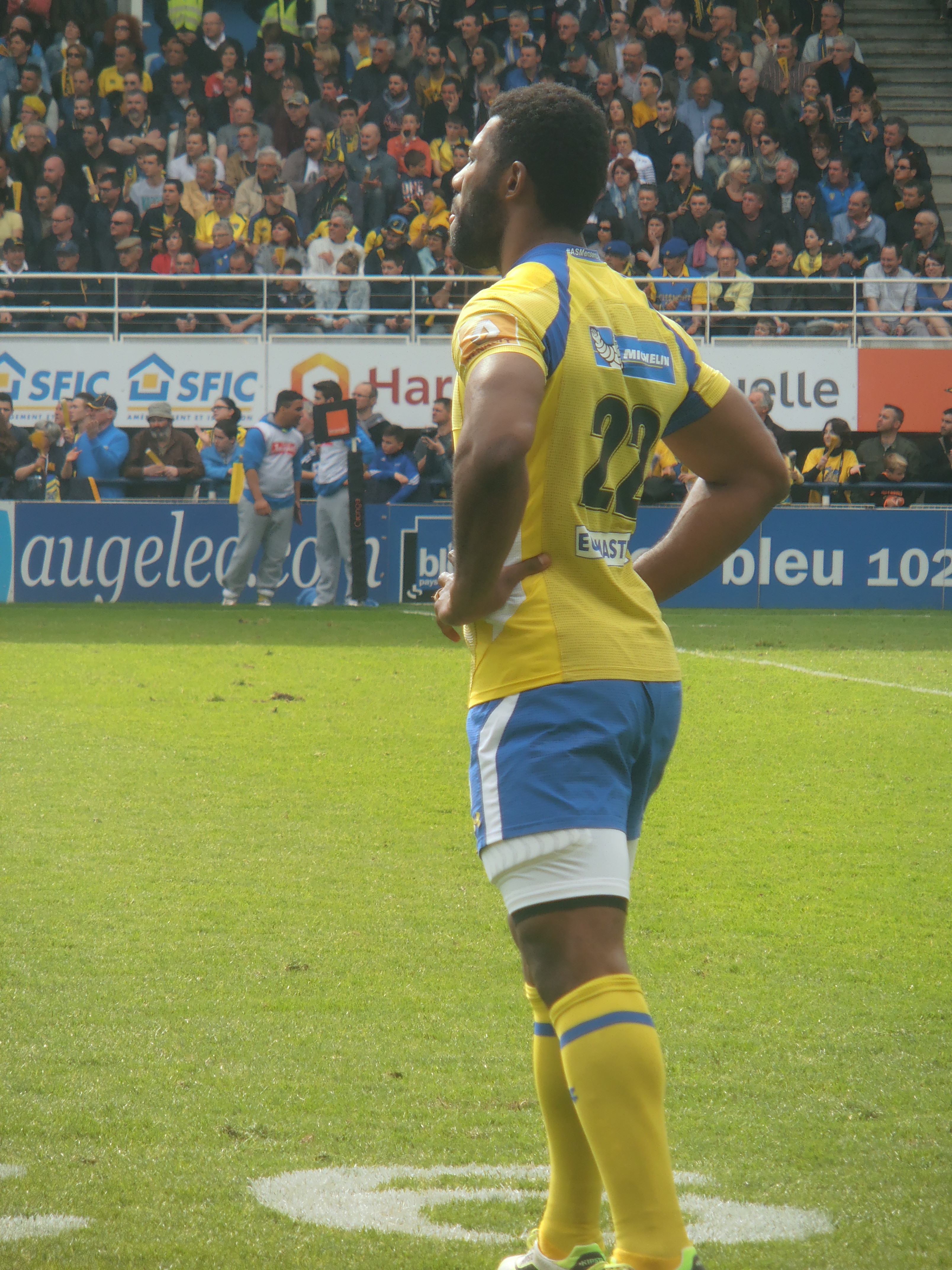
Noa Nakaitaci en avril 2015 lors du match opposant l'ASM Clermont à l'US Oyonnax.

Arrivé en 2010 à Clermont-Ferrand en provenance de l'académie de Nadroga, Noa Nakaitaci intègre le centre de formation de l'ASM Clermont Auvergne et prend ses marques avec l'équipe espoir en décrochant un titre de champion de France. En 2011, avec l'absence de nombreux joueurs, treize joueurs sélectionnés dans différentes sélections pour la Coupe du monde 2011, il en profite pour intégrer l'équipe première, avec laquelle il joue plus de 1 800 minutes de jeu pour 23 titularisations sur la saison. Il dispute ainsi son premier match de Coupe d'Europe, à Ravenhill contre l'Ulster, inscrivant un essai lors de la défaite 16 à 11. Il est également titulaire une semaine plus tard face aux Italiens de Aironi. Avec ses bons débuts, Clermont prolonge son contrat jusqu'en 2015.

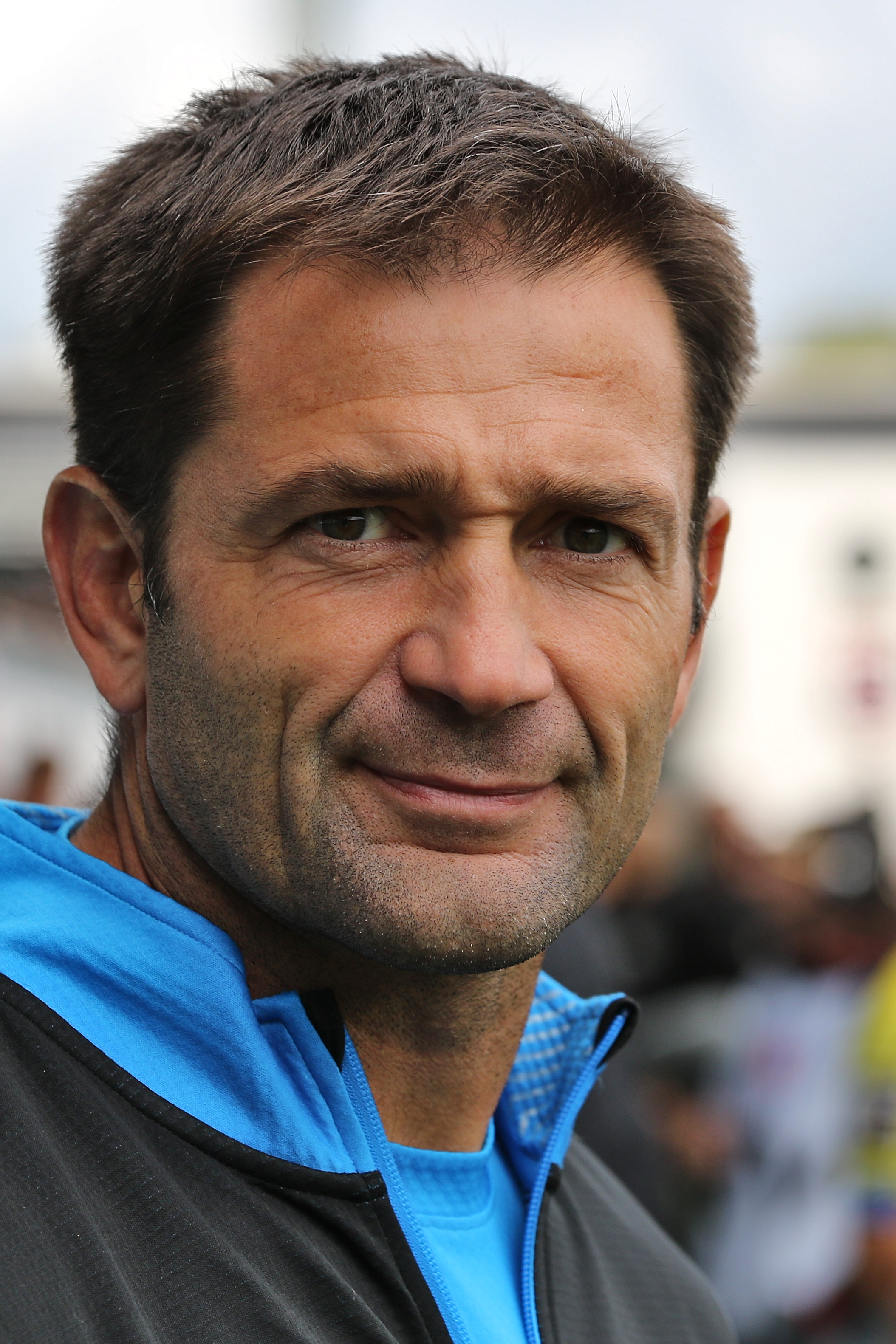
Franck Azéma, ici en 2015, a été l'entraîneur de Noa Nakaitaci de 2011 à 2018.

En octobre 2012, il refuse une sélection au sein de la sélection fidjienne, justifiant plus tard, en 2014 dans une interview au journal Le Monde sa décision par un attachement au pays où il a été formé et où il a fondé une famille. Lors de cette saison, il dispute treize rencontres en Top 14, inscrivant huit essais, dont deux lors de la 24e journée face à Toulon, mais il ne participe pas à la demi-finale perdue face à Castres. Il joue également un match de Coupe d'Europe, rentrant lors de la demi-finale victorieuse face au Munster. Il ne dispute toutefois pas la finale de la compétition, perdue face au Rugby club toulonnais.
Il est sélectionné dans un groupe de 38 joueurs par Philippe Saint-André pour la tournée de juin 2013 de l'équipe de France en Nouvelle-Zélande. Lors de celle-ci, Il joue son premier match avec le XV de France le 11 juin, face à la franchise des Blues au cours duquel il marque deux essais. Ce match, préparatoire au deuxième des trois tests de la tournée disputés face aux All Blacks, ne constitue toutefois pas une cape car il n'est pas disputé face à une équipe nationale.
Lors de la saison 2013-2014, il inscrit cinq essais en Top 14, disputant seize rencontres dont dix en tant que titulaire. Il dispute également quatre rencontres de Coupe d'Europe.

### International avec leXV de France(2015-2018)
Noa Nakaitaci obtient sa première cape le 15 mars 2015 à Rome contre l'Italie pour le compte du Tournoi des Six Nations. Titulaire avec le no 11, il joue tout le match, remporté 29 à 0 par le XV de France. Il est à nouveau sélectionné contre l'Angleterre une semaine plus tard et marque un essai lors de la défaite 55-35.
Peu après le Tournoi, il inscrit deux essais lors de la victoire 37 à 5 de Clermont face aux Anglais de Northampton en quart de finale de la Coupe d'Europe. Une semaine plus tard, le club auvergnat se qualifie pour la finale en battant les Saracens sur le score de 13 à 9. Lors de la finale face à Toulon, il a un geste d'agacement, jetant le ballon hors des limites du terrain, ce qui permet à Leigh Halfpenny d'inscrire une pénalité qui porte alors le score à 19 à 11 en faveur des Toulonnais. Ces derniers s'imposent finalement 24 à 18. En mai, il fait partie des trois ailiers retenus dans le groupe de 36 joueurs composé par l'encadrement de l'équipe de France pour la préparation à la Coupe du monde. Il dispute les deux derniers tests de la préparation, face aux Anglais puis les Écossais, réussissant un essai lors de cette dernière rencontre. Peu avant celle-ci, il est retenu définitivement par Philippe Saint-André pour la Coupe du monde. S'y mettant peu en valeur, il ne retrouve l'équipe nationale qu'à l'occasion des tests de novembre 2016, en l’occurrence contre l'Australie. Il y gagne ses galons de titulaires pour le Tournoi des Six Nations suivant.
En juin 2017, l'encadrement du XV de France l'intègre dans la liste Élite des joueurs protégés par la convention FFR/LNR pour la saison 2017-2018.

### Transfert au Lyon OU (2018-2023)
En novembre 2017, il signe un contrat de cinq ans avec le Lyon OU pour rejoindre le club en 2018.
Au mois de novembre 2018, il obtient la nationalité française.
En novembre 2022, il est appelé avec les Barbarians français, dans un groupe de 23 joueurs, pour affronter les Fidji au Stade Pierre-Mauroy.

### RC Toulon puis USA Limoges (depuis 2023)
Libre de tout contrat à l'été 2023 car non conservé par Lyon, Noa Nakaitaci s'engage avec le RC Toulon en tant que joker Coupe du monde pour pallier les absences des joueurs internationaux du RCT partis à la Coupe du monde,.
En décembre, l'USA Limoges, club de Nationale 2, annonce le recrutement de Nakaitaci.

## Statistiques

### En club
Noa Nakaitaci participe à dix saisons du Top 14, inscrivant 54 essais en 178 rencontres.
Sur la scène européenne, il participe à onze éditions de la Coupe d'Europe, pour un total de 40 matchs et 12 essais. Il dispute une finale de cette compétition en 2015.
| Saison                  | Club                    | Championnat | Championnat | Championnat | Coupe d'Europe     | Coupe d'Europe | Coupe d'Europe |
| Saison                  | Club                    | Compétition | M           | Ess.        | Compétition        | M              | Ess.           |
| ----------------------- | ----------------------- | ----------- | ----------- | ----------- | ------------------ | -------------- | -------------- |
| 2011-2012               | ASM Clermont            | Top 14      | 24          | 3           | Coupe d'Europe     | 2              | 1              |
| 2012-2013               | ASM Clermont            | Top 14      | 13          | 8           | Coupe d'Europe     | 1              | -              |
| 2013-2014               | ASM Clermont            | Top 14      | 16          | 5           | Coupe d'Europe     | 4              | -              |
| 2014-2015               | ASM Clermont            | Top 14      | 20          | 3           | Coupe d'Europe     | 9              | 3              |
| 2015-2016               | ASM Clermont            | Top 14      | 18          | 7           | Coupe d'Europe     | 6              | 2              |
| 2016-2017               | ASM Clermont            | Top 14      | 10          | 8           | Coupe d'Europe     | 6              | 4              |
| 2017-2018               | ASM Clermont            | Top 14      | 6           | -           | Coupe d'Europe     | 1              | -              |
| Sous-total ASM Clermont | Sous-total ASM Clermont | Top 14      | 107         | 34          | Coupe d'Europe     | 29             | 10             |
| 2018-2019               | Lyon OU                 | Top 14      | 24          | 8           | Coupe d'Europe     | 3              | 1              |
| 2019-2020               | Lyon OU                 | Top 14      | 14          | 4           | Coupe d'Europe     | 5              | -              |
| 2020-2021               | Lyon OU                 | Top 14      | 19          | 8           | Coupe d'Europe     | 2              | 1              |
| 2021-2022               | Lyon OU                 | Top 14      | 6           | -           | Challenge européen | -              | -              |
| 2022-2023               | Lyon OU                 | Top 14      | 7           | -           | Champions Cup      | 1              | -              |
| 2022-2023               | Lyon OU                 | Top 14      | 7           | -           | Challenge Cup      | 2              | -              |
| Sous-total Lyon OU      | Sous-total Lyon OU      | Top 14      | 70          | 20          | Coupes d'Europe    | 13             | 2              |
| 2023-2024               | RC Toulon               | Top 14      | 1           | -           | Champions Cup      |                |                |
| Sous-total RC Toulon    | Sous-total RC Toulon    | Top 14      | 1           | 0           | Coupes d'Europe    | 0              | 0              |
| Total                   | Total                   | Top 14      | 178         | 54          | Coupes d'Europe    | 42             | 12             |

### En équipe nationale
Noa Nakaitaci compte 15 sélections en équipe de France, obtenant sa première cape face à l'Italie  lors du Tournoi 2015. Il totalise 10 points, deux essais. Il a auparavant été appelé à porter le maillot de l'équipe de France pour un match non officiel de face aux Blues en 2013, au cours duquel il marque un doublé.

#### Tournoi des Six Nations
Noa Nakaitaci compte sept sélections dans le cadre du Tournoi des Six Nations, lors des éditions 2015 et 2017 .
| Édition          | Rang | Résultats France | Résultats Nakaitaci | Matchs Nakaitaci |
| ---------------- | ---- | ---------------- | ------------------- | ---------------- |
| Six Nations 2015 | 4    | 2 v, 0 n, 3 d    | 1 v, 0 n, 1 d       | 2/5              |
| Six Nations 2017 | 3    | 3 v, 0 n, 2 d    | 3 v, 0 n, 2 d       | 5/5              |

Légende : v = victoire ; n = match nul ; d = défaite ; la ligne est en gras quand il y a Grand Chelem.

#### Coupe du monde
| Édition         | Rang               | Résultats France | Résultats Nakaitaci | Matchs Nakaitaci |
| --------------- | ------------------ | ---------------- | ------------------- | ---------------- |
| Angleterre 2015 | Quart de finaliste | 3 v, 0 n, 2 d    | 2 v, 0 n, 2 d       | 4/5              |

Légende : v = victoire ; n = match nul ; d = défaite.

#### Liste des essais
| Essai | Adversaire | Lieu                | Compétition             | Date             | Résultat | Score |
| ----- | ---------- | ------------------- | ----------------------- | ---------------- | -------- | ----- |
| 1     | Angleterre | Twickenham, Londres | Tournoi des Six Nations | 21 mars 2015     | Défaite  | 55-35 |
| 2     | Écosse     | Stade de France     | Match amical            | 5 septembre 2015 | Victoire | 19-16 |

## Palmarès
- ASM Clermont
  - Finaliste de la Coupe d'Europe en 2015
  - Finaliste du Championnat de France en 2015
  - Vainqueur du Championnat de France en 2017